# 恆瑞
宗室恆瑞（穆麟德轉寫：uksun hengšui；1744年—1801年），愛新覺羅氏，滿洲正白旗人，吉林将军萨喇善子。乾隆中，授侍卫，赴西藏办事，再擢迁福州将军。乾隆五十二年，台湾發生林爽文事件，乾隆命恆瑞率驻防兵往剿，参赞军务，偕总督常青赴台灣南路。鳳山縣爽文眾熾，高宗知常青、恆瑞不可恃，命福康安督师。爽文眾围总兵柴大纪於诸罗，恆瑞驻军月津港（今盐水港，已於1910年代迂塞廢港），逗留不进，诏解任。福康安至，屡为疏陈讚賞战绩（事實上是沒有战绩），帝益怒，斥責福康安徇私护恆瑞，逮恆瑞论罪；事平戍伊犁。寻予副都统衔，充伊犁参赞大臣。历定边左副将军、绥远城将军，调任西安將軍；後升署陝甘總督。嘉慶六年逝於西安。

## 家庭
母富察氏，為大學士公傅恒姊、孝賢純皇后妹。
同母兄弟：亨賓、伊爾杭阿、恒岳（承恩公傅玉女婿）。
姐姐爱新觉罗氏，嫁镶黄旗满洲一等公、两广总督策楞第三子云南按察使特昇額，生于乾隆五年。
女婿為那彥成（乾隆時名將阿桂孫）。